# Yang Mad
Yang Mad surnommé Maï toupouri de son vrai nom Yanpelda Madeleine, née le 9 janvier 1979 à l’hôpital Laquintinie de Douala est une artiste chanteuse camerounaise.

## Biographie

### Enfance, études et débuts
Yang Mad originaire de l'Extrême-Nord Cameroun perd son père trois jours après sa naissance des suites d’un accident de circulation. Quelques mois après, sa mère décide de s’installer à Pitoa, une localité située à quinze kilomètres de la ville de Garoua dans le région du Nord Cameroun où elle passe toute son enfance. Originaire de Warsaye dans le département du Mayo-Danay, et de la région de l’Extrême-Nord du Cameroun, la musique s’est imposée à elle car sa mère est une chanteuse, initié elle-même à la musique par sa mère. Chanter dans sa famille est un héritage qui se transmet de génération en génération. Petite déjà, la musique fait partie intégrante de son quotidien car elle assiste à des concerts de sa grand-mère et de sa mère dans les cérémonies de baptêmes et de mariages.

### Carrière
Yang Mad commence sa carrière quand elle retourne à Douala en 2007. En voyant des artistes comme Charlotte Mbango valoriser leur culture, elle est influencée par cette énergie musicale et s'investit pour mettre en valeur sa propre culture Toupouri, à laquelle elle est très attachée depuis son enfance. Elle fait la rencontre de l’artiste musicien Abba Djaouro, avec lequel elle collabore. Elle fait ses premiers pas en studio d'enregistrement en 2008 et sort son premier album en 2009. L’album s’intitule Nilon et connait un gros succès dans les trois régions du Grand Nord et dans sa communauté et la révèle au monde de la musique[réf. nécessaire]. Elle fait plusieurs scènes en compagnie d'artistes tels que : Abba Djaouro, Amina Poulloh, Ahidjo Mamadou, Abdou Benito. Elle est invitée plusieurs fois au Festival National des Arts et de la Culture (FENAC) aux côtés de l’artiste Isnebo de Faadah Kawtal et au festival Yelwata à Maroua. Elle sort son deuxième album Persévérence en 2011 qui lui ouvre des portes notamment au Tchad ou elle fait de nombreuses scènes dans les différentes régions et est invitée par le ministre des mines pour la campagne présidentielle et pour le Festival International Gurna.

## Discographie
- Maman Hinda derby, 2022.
- M.I.D.I, la force tranquille, 2024.
- Maréchal, 2021.
- Waïyalé, 2023.
- Nylon.
- Dakolé, 2020.
- Ndaï mbi, 2020.
- Mi Nyamata, 2020.

## Voire aussi